# Edwin Villafuerte
Edwin Alberto Villafuerte Posligua, né le 12 mars 1979 à Guayaquil, est un footballeur équatorien. Il joue au poste de gardien de but avec l'équipe d'Équateur et le club de Técnico Universitario.

## Carrière

### En club
- 1997-2006 : Barcelona SC -  Équateur
- 2006 : Deportivo Quito -  Équateur
- 2008 : Centro Deportivo Olmedo -  Équateur
- 2009- : Técnico Universitario -  Équateur

La concurrence avec José Cevallos a conduit à son transfert à SD Quito pour qu'il ait plus de temps de jeu.

### En équipe nationale
Il a participé au championnat du monde des moins de 17 ans en 1995.
Villafuerte participe à la coupe du monde 2006 avec l'équipe d'Équateur. 

## Palmarès
- 16 sélections en équipe nationale entre 2004 et 2007